# Центральний банк Мавританії
Центральний банк Мавританії ( фр. Banque centrale de Mauritanie, BCM; араб. البنك المركزي الموريتاني ) — центральний банк Мавританії на північному заході Африки. Банк розташований у столиці Нуакшоті, на південь від Президентського палацу. Його нинішнім губернатором є Мохамед Лемін Улд Дехбі. 

## Історія
Банк було створено згідно з актами законодавчого органу Мавританії у 1973, 1974 і 1975 роках. Він був заснований президентом Моктаром Ульд Даддахом після виходу Мавританії з валютного консорціуму Communauté Financière Africaine, де домінує Франція.

## Керівники
- Ахмед Ульд Дадда, червень 1973 - травень 1978
- Сід Ахмед ульд Бнейджара, травень 1978 - липень 1978
- Дьєн Бубу Фарба, липень 1978 - квітень 1981
- Ахмед ульд Зейн, квітень 1981 - липень 1983
- Дьєн Бубу Фарба, липень 1983 - вересень 1987
- Мохамед Ульд Нані, вересень 1987 - квітень 1988
- Ахмед Ульд Зейн, квітень 1988 - червень 1992 [4]
- Мустафа Ульд Абейдеррахман, червень 1992 - червень 1993
- Мохамеду Ульд Мішель, червень 1993 - грудень 1997
- Махфуд Улд Мохамед Алі, грудень 1997 - січень 2001
- Сід Ель Моктар Оульд Нагі, січень 2001 - серпень 2002
- Яхья Ульд Атіге, серпень 2002 - січень 2003
- Ба Сейду Мусса, січень 2003 - червень 2003
- Ахмед Салем Ульд Тебах, червень 2003 - липень 2004
- Зейн ульд Зейдан, липень 2004 - вересень 2006
- Кейн Усман, вересень 2006 - листопад 2008
- Сідатті Бенгамейда, листопад 2008 - серпень 2009
- Сід Ахмед Улд Райс, серпень 2009 - січень 2015
- Абдель Азіз Ульд Дахі, січень 2015 - січень 2020
- Шейх Ель Кебір Мулай Тахер, січень 2020 р. – березень 2022 р
- Мохамед Лемін Ульд Дехбі, березень 2022 – тепер. [5][6]

## Дивись також
- Мавританська угія
- Економіка Мавританії
- Список центральних банків Африки
- Список центральних банків

## Зовнішні посилання
- Офіційний сайт (араб.), (англ.), (фр.)

18°5′29″ пн. ш. 15°58′21″ зх. д. / 18.09139° пн. ш. 15.97250° зх. д.